# Hans-Sachs-Denkmal

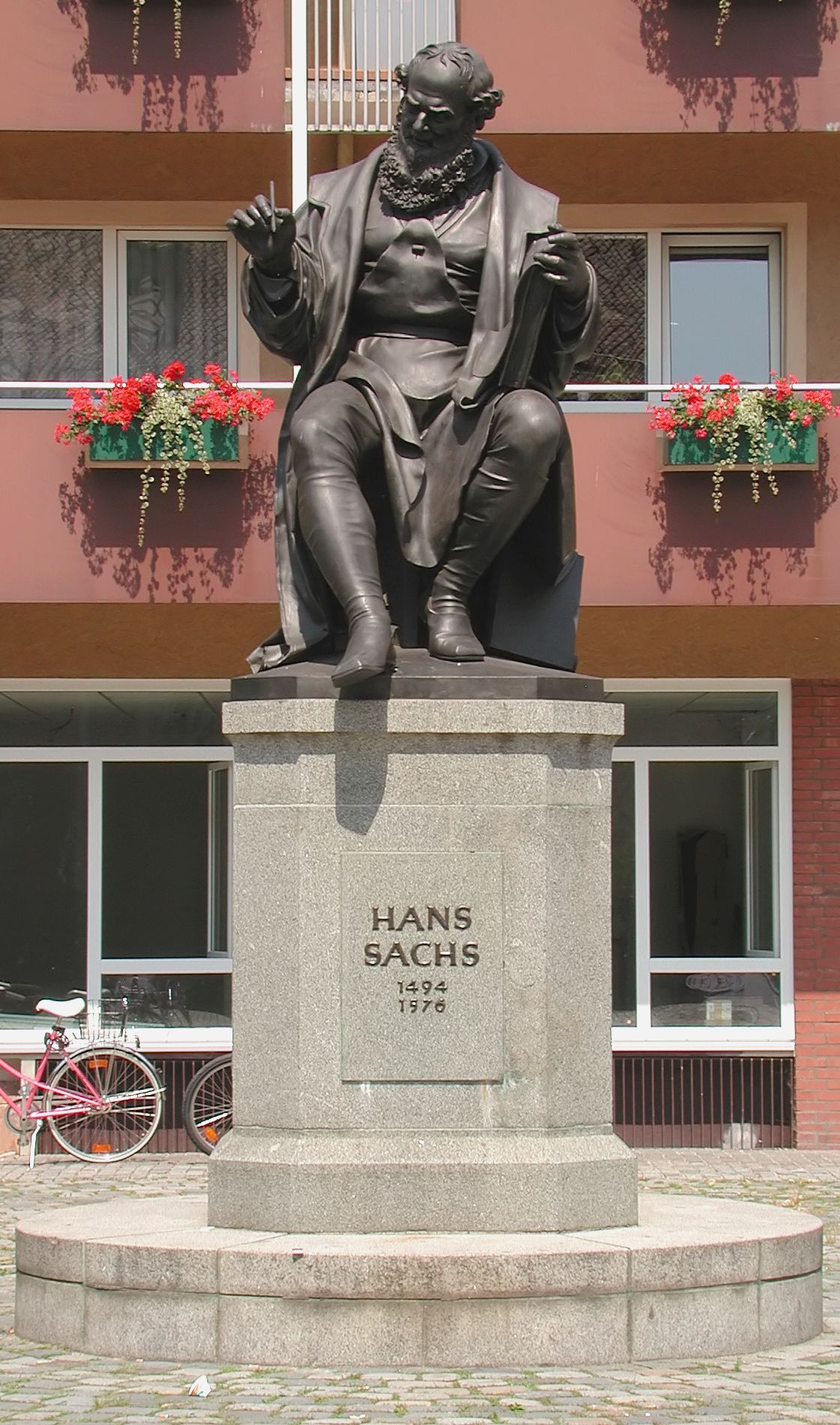
Hans-Sachs-Denkmal auf dem Nürnberger Hans-Sachs-Platz

Das Hans-Sachs-Denkmal wurde am 24. Juni 1874 auf dem Spitalplatz (heute Hans-Sachs-Platz) in Nürnberg enthüllt. Das Denkmal erinnert an den Nürnberger Hans Sachs, der als einer der bedeutendsten Meistersinger gilt. Die von Johann Konrad Krausser geschaffene Bronzefigur wurde von Christoph Albrecht Lenz gegossen. Der erste Entwurf Kraussers stammte aus dem Jahr 1872.